# (225276) Léitos
(225276) Léitos, désignation internationale (225276) Leitos, est un astéroïde troyen jovien.

## Description
(225276) Léitos est un astéroïde troyen jovien, camp grec, c'est-à-dire situé au point de Lagrange L4 du système Soleil-Jupiter. Il présente une orbite caractérisée par un demi-grand axe de 5,204 UA, une excentricité de 0,156 et une inclinaison de 6,1° par rapport à l'écliptique.
Il est nommé en référence au personnage de la mythologie grecque Léitos, acteur du conflit légendaire de la guerre de Troie.

## Compléments